# Парламентские выборы в ФРГ (1976)

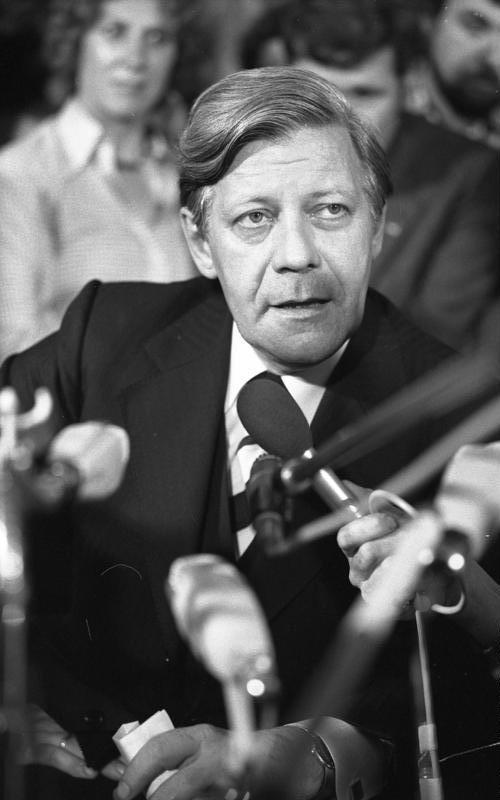
Гельмут Шмидт даёт интервью в ночь выборов

Выборы в Бундестаг 1976 года проходили 3 октября. Выборы в бундестаг 8 созыва были также первыми выборами после отставки федерального канцлера Вилли Брандта (СДПГ) в 1974 году и первым испытанием для его преемника Гельмута Шмидта (также СДПГ).

## Предыстория
Кандидатом на пост канцлера от блока ХДС/ХСС был председатель партии ХДС и премьер-министр земли Рейнланд-Пфальц Гельмут Коль.
Несмотря на то, что блок ХДС/ХСС получил больше всех голосов, социально-либеральная коалиция (СДПГ и СвДП) получила большинство в бундестаге. При этом СДПГ потеряла своё положение самой сильной фракции.
Во время предвыборной борьбы СДПГ выступала под девизом Модель Германия, а ХДС, помимо прочих, использовала Так держать, Германия. Стабильные цены. Надёжные пенсии. Больше рабочих мест.

## Итоги
| Партия                                                    | Вторых голосов¹ | Процент | Места²   | Изменения | Избирательные округа | Дополнительные места³ | Примечания |
| --------------------------------------------------------- | --------------- | ------- | -------- | --------- | -------------------- | --------------------- | ---------- |
| Социал-демократическая партия Германии (СДПГ)             | 16.099.019      | 42,6    | 214 (10) | − 16      | 114                  | -                     | -          |
| Христианско-демократический союз Германии (ХДС)           | 14.367.302      | 38,0    | 190 (11) | + 13      | 94                   | -                     | -          |
| Христианско-социальный союз (ХСС)                         | 4.027.499       | 10,6    | 53       | + 5       | 40                   | -                     | -          |
| Свободная демократическая партия (СвДП)                   | 2.995.085       | 7,9     | 39 (1)   | − 2       | -                    | -                     | -          |
| Национал-демократическая партия Германии (НПДГ)           | 122.661         | 0,3     | -        | -         | -                    | -                     | -          |
| Германская коммунистическая партия (ГКП)                  | 118.581         | 0,3     | -        | -         | -                    | -                     | -          |
| Коммунистическая партия Германии (восстановленная) (КСЗГ) | 22.714          | 0,1     | -        | -         | -                    | -                     | -          |
| Объединение независимых немцев (ОНН)                      | 22.202          | 0,1     | -        | -         | -                    | -                     | -          |
| Коммунистическая лига Западной Германии (КЛЗГ)            | 20.018          | 0,1     | -        | -         | -                    | -                     | -          |
| Европейская рабочая партия (ЕРП)                          | 6.811           | 0,0     | -        | -         | -                    | -                     | -          |
| Христианская народная партия Баварии (ХНПБ)               | 6.720           | 0,0     | -        | -         | -                    | -                     | -          |
| Международная марксистская группа (ММГ)                   | 4.759           | 0,0     | -        | -         | -                    | -                     | -          |
| Сообщество действий — Четвёртая партия (СД—ЧП)            | 4.723           | 0,0     | -        | -         | -                    | -                     | -          |
| 5%-блок                                                   | 2.940           | 0,0     | -        | -         | -                    | -                     | -          |
| Независимая рабочая партия (НРП)                          | 765             | 0,0     | -        | -         | -                    | -                     | -          |
| Объединённые левые (ОЛ)                                   | 701             | 0,0     | -        | -         | -                    | -                     | -          |

¹на выборах в германский бундестаг избиратели голосуют дважды — сначала за кандидата от какой-либо партии в данном избирательном округе (нем. Erststimme — первый голос), потом за конкретную партию (нем. Zweitstimme — второй голос).
²в скобках: число выбранных в тот же день депутатов от Западного Берлина, не имевших права голоса в Бундестаге.
³когда количество первых и вторых голосов не соответствуют друг другу, партии могут получить дополнительные мандаты

## Последствия

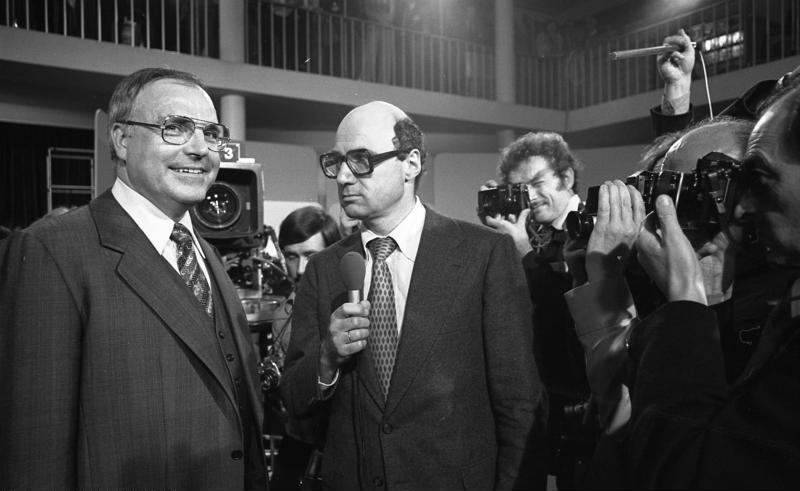
Телевизионное интервью Гельмута Коля

Гельмут Шмидт был снова избран федеральным канцлером благодаря голосам социал-либеральной коалиции. Как глава самой мощной оппозиционной партии (нем. Oppositionsführer — вождь оппозиции) — блока ХДС/ХСС, Гельмут Коль переехал в Бонн, уйдя в отставку с поста премьер-министра земли Рейнланд-Пфальц, и в дополнение к должности председателя партии взял на себя обязанности председателя партийного блока в бундестаге.
Бывший лидер оппозиции Карл Карстенс стал новым президентом бундестага (должность, аналогом которой в других странах может быть спикер).
Также одним из последствий выборов было то, что блок ХДС/ХСС продвигал создание частных телекомпаний, чтобы создать медиапротивовес общественно-правовому вещанию. Политики утверждали, что оно было в основном левым по своей политической ориентации, и требовалось что-то новое, чтобы избежать так называемой «спирали молчания».